# オットー・ラッシュ

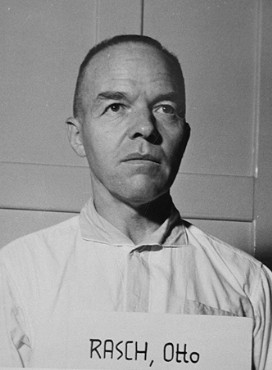
オットー・ラッシュ

エミール・オットー・ラッシュ（Emil Otto Rasch、1891年12月7日‐1948年11月1日）は、ナチス・ドイツ親衛隊 (SS) の将校。最終階級は親衛隊少将 (SS-Brigadeführer) および警察少将 (Generalmajor der Polizei)。
第二次世界大戦中、アインザッツグルッペンの指揮官をしていた。

## 略歴
シュレースヴィヒ＝ホルシュタイン州のフリードリヒスルーエ出身。様々な大学で法律や政治経済、哲学などを学ぶ。1912年にマールブルク・アン・デア・ラーンの大学から最初の博士号を受ける。1922年にはライプツィヒ大学からも博士号を受ける。二つの大学から博士号を受けていたため「博士博士ラッシュ」などと呼ばれた。第一次世界大戦中には海軍に入隊した。敗戦までに中尉に昇進する。戦後はライプツィヒで弁護士をしていた。いくつかの企業の顧問弁護士になる。
1931年9月に国家社会主義ドイツ労働者党（ナチス党）に入党。1933年に親衛隊 (SS) に入隊した。ナチス党の政権掌握後にラーデベルクやヴィッテンベルクの市長となる。1938年からはフランクフルト・アム・マインのゲシュタポ長官となる。アンシュルス（オーストリア併合）後にはオーバーエスターライヒ州でもゲシュタポ長官となる。1939年にはベーメン・メーレン保護領プラハのSD長官となる。同時にケーニヒスベルクのSDと保安警察の長官にもなる。1940年1月から2月にかけてラッシュは国家保安本部長官ラインハルト・ハイドリヒの指示を受けてゾルダウ強制収容所の創設にあたった。
独ソ戦開戦後、1941年6月から1941年10月にかけてアインザッツグルッペンCの司令官に任じられた。ラッシュは8万人を「特別処置」にしたことを報告している。「特別処置」とは殺害の隠語である。また1941年9月29日から30日にかけてラッシュの指揮下でアインザッツグルッペンCはキエフのバビ・ヤールで33,771人のユダヤ人を殺害した（バビ・ヤール大虐殺）。1942年からは大陸石油株式会社の取締役となる。
戦後の1947年9月、ニュルンベルク継続裁判のアインザッツグルッペン裁判に他のアインザッツグルッペン指揮官とともに起訴されたが、健康上の理由から1948年2月5日に彼は裁判から下ろされている。同年11月に死去。

## 文献
- Höhne, Heinz: Der Orden unter dem Totenkopf Goldmann, München 1967 ISBN 3572013429
- Krausnick, Helmut & Wilhelm, Hans-Heinrich: Die Truppe des Weltanschauungskrieges DVA, Stuttgart 1981 ISBN 3421019878
- Ronny Kabus: Juden der Lutherstadt Wittenberg im III. Reich Drei Kastanien, 2003 ISBN 3933028752
- Alfred Spieß & Heiner Lichtenstein: Das Unternehmen Tannenberg Limes, München 1979 u. ö., ISBN 3809021571
- „Die Grenzzwischenfälle am Abend vor dem Angriff auf Polen“ von Jürgen Runzheimer